# Foundation (tidskrift)
Foundation: The International Review of Science Fiction är en litteraturvetenskaplig referentgranskad tidskrift om science fiction som grundades 1972. Utgivningen av tidskriften är bara en av de verksamheter som Science Fiction Foundation ägnar sig åt, andra är främjandet av studier av science fiction, organisera konferenser och underhålla the Science Fiction Foundation Collection (som för närvarande finns på University of Liverpool), ett stort bibliotek och arkiv.